# Tino di Moscona
Il Tino di Moscona è una fortificazione situata nel territorio comunale di Grosseto. La sua ubicazione è sulla cima dell'omonimo poggio, la prima propaggine collinare che si innalza a nord-est di Grosseto e domina l'area archeologica di Roselle, città etrusco-romana. Si presenta come un'imponente fortificazione a pianta circolare, con strutture murarie in pietra; vi si accede attraverso due distinte porte di ingresso. All'interno dell'area delimitata dalla cerchia muraria, si sono ben conservati un vano sotterraneo e i resti di un'antica cisterna di epoca romana, mentre sul lato a est della fortificazione sono visibili i resti di un abitato medievale. In questa zona sono inoltre venuti alla luce alcuni reperti villanoviani, tra i quali spiccano oggetti di oreficeria custoditi in vasi cinerari.

## Storia
L'area dove sorge il complesso era già abitata in epoca villanoviana, come testimoniano i numerosi reperti venuti alla luce nella zona attorno alla fortificazione.

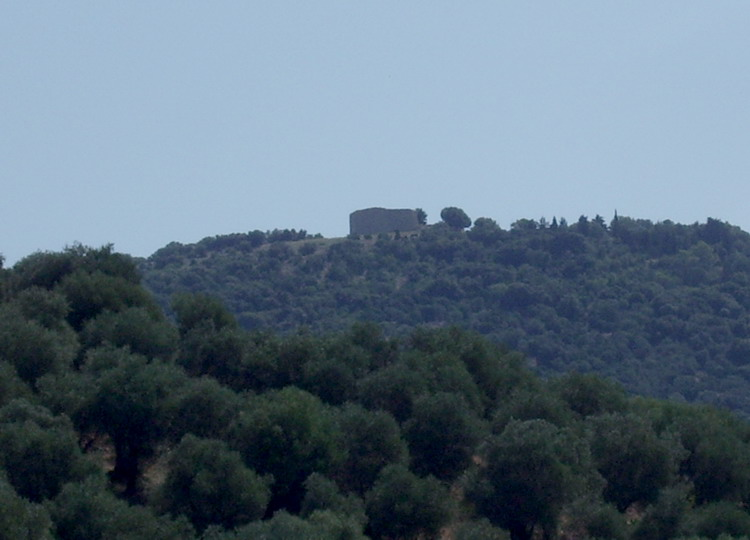
Panorama con il Tino di Moscona sulla vetta della collina

Il sito venne probabilmente sfruttato anche dagli Etruschi ed in seguito anche i Romani lo utilizzarono come insediamento abitativo, come dimostrano i resti di una cisterna per la raccolta dell'acqua di tale epoca.
In epoca medievale vennero costruiti l'imponente cinta muraria di forma circolare e gli attigui fabbricati, dei quali rimangono alcuni resti. La fortificazione costituiva un'opera strategica, a seguito delle ripetute invasioni barbariche a cui fu sottoposta la sottostante città di Roselle nel periodo alto medioevale.
Il complesso continuò ad essere abitato anche dopo la fondazione di Grosseto. Inoltre, secondo alcuni documenti di epoca medievale (cfr testi bibliografici), in questo luogo doveva essere ricostruita la città di Grosseto dopo il completo abbandono di Roselle; tuttavia, questo progetto studiato, dagli Aldobrandeschi, non fu mai portato a termine, poiché i Senesi riuscirono ad espugnare l'insediamento fortificato che, fino ad allora, appariva più sicuro della città di Grosseto.
Dopo l'assedio vincente dei Senesi, il Tino di Moscona fu gradualmente abbandonato ed andò incontro ad un lunghissimo periodo di degrado, conclusosi soltanto con i recenti restauri, ultimati nel 2005, che hanno riportato agli antichi splendori i resti dell'antica fortificazione.